# Power Age
パワーエイジ（Power Age）は、日本のダンスボーカルグループ。略称、P-A。
スターダストプロモーション芸能8部から選抜された女性メンバーにより2005年に結成。2009年5月30日に解散した。

## 概要
デビュー曲「約束」の選抜メンバーであった宮下、荷田、安倍、池田の4人を中心に、代々木公園けやき通りなどで数回路上ライブを行った。
解散後、事務所から公式プロフィール、及び公式ブログは削除され、スターダストプロモーションの芸能8部という部署自体も存在しなくなった為、休業、または引退したものと思われる者が多い。しかし、ももいろクローバー（現ももいろクローバーZ・2018年1月卒業）に移った有安杏果や、AKB48に加入した市川美織、放課後プリンセス(2021年3月卒業)に加入した宮下舞花など、新たな場で活動している者もいる。

## 略歴
- 2005年3月にユニット結成、始動。
- 2006年4月にメンバーチェンジを経て、9人編成となる。その当時から在籍していたのは湯川、宮下、荷田、菅、桑江、萩原の6名。
- 2006年7月、池田がメンバー入りした。
- 2007年11月、西崎がメンバー入りした[1]。
- 2008年4月1日より、デビュー曲「約束」が着うた無料配信された[2]。
- 2009年2月、結成時からのメンバーであった安倍が脱退し、有安が加入した。
- 2009年5月、解散。

## メンバー

### 解散時のメンバー
- 湯川舞（ゆかわ まい、1990年7月16日 - ）
- 池田光咲（いけだ みさき、1990年10月22日 - ）
- 宮下舞花（みやした まいか、1993年7月12日 - 、放課後プリンセスを経て単独活動開始）
- 荷田麻彩（はすだ まあや、1993年6月14日 - ）
- 菅聡美（すが さとみ、1991年7月19日 - ）
- 桑江咲菜（くわえ さきな、1992年5月6日 - ）
- 萩原汐希（はぎわら ゆうき、1996年4月5日 - ）
- 西崎莉麻（にしざき りま、1993年6月9日 - ）
- 有安杏果（ありやす ももか、1995年3月15日　- 、解散後にももいろクローバーに加入）[3][4]

#### 過去のメンバー
- 市川美織（AKB48に加入→NMB48に移籍）
- 大島江里奈
- 岡本杏理
- 寺本愛美
- 安倍エレナ

## ディスコグラフィ

### シングル
- だいすき!!Featuring P-A（歌うネコ5匹のグループMUSASHI'Sとのコラボ曲、2008年7月30日、ユニバーサルミュージック）[4] - TBS系 愛の劇場 「大好き!五つ子2008」の主題歌